# La Fin des temps (Torchwood)
Pour les articles homonymes, voir La Fin des temps.
La Fin des Temps (End of Days) est le treizième et dernier épisode de la saison 1 de la série Torchwood. Cet épisode et son prologue Capitaine Jack Harkness furent diffusés l'un après l'autre, le 1er janvier 2007 sur BBC Three. Cet épisode a été nommé pour trois prix aux BAFTA Cymru en 2008.

## Synopsis
À la Suite de l'utilisation du Manipulateur de brèche dans l'épisode précédent par Owen, la brèche spatio-temporelle de Cardiff s'ouvre de plus en plus : des voyageurs du passé, des extra-terrestres débarquent un peu partout dans le monde et des Weevils apparaissent en grand nombre. Les autorités souhaitent que Torchwood puisse faire quelque chose.

## Liens avec leWhoniverse
- Parmi les organismes sollicitant une intervention de Torchwood, on trouve UNIT.
- Abaddon est qualifié par Bilis Manger comme étant le "fils de La Bête" ce monstre qu'affronte le Docteur dans le double épisode La Planète du Diable. Du reste, Abaddon ressemble beaucoup à celle-ci : même taille et même aspect cornu, même s'il possède le pouvoir de tuer simplement en étendant son ombre sur les gens. Dans l'épisode La Planète du Diable, deuxième partie, le Docteur suggérait qu'il était possible que celle-ci soit à l'origine de toutes les représentations du démon à travers l'univers, ce qui prouverait ce que scande Bilis Manger. Le site internet de l'institut Torchwood quant à lui, se demande s'il existe d'autres monstres comme celui-ci dans l'univers[1]. De plus, Gwen utilise la phrase "I believe in him", déjà utilisée dans l'épisode La Planète du Diable, deuxième  par le Dixième Docteur en parlant de Rose Tyler: "If I believe in one thing, juste one thig, I believe in her".
- Juste après avoir dit que la seule personne qui aurait pu l'inciter à ouvrir la brèche est le véritable Docteur (reprenant les paroles qu'il tenait à la fin du premier épisode de la saison), Jack disparaît. Le fait que la main du Docteur semble émettre une lueur, le bruit significatif du TARDIS et le courant d'air laissé dans la pièce laisse supposer qu'il est parti avec le Docteur. Cela permet de tenir en haleine le téléspectateur, attendant un cross-over des deux séries, qui arrivera lors de l'épisode Utopia, et d'empêcher toute apparition du Docteur. En effet, Russell T. Davies ne veut pas que le Docteur puisse être montré dans Torchwood, ayant peur que des enfants se mettent à regarder une série qui ne leur est pas destinée.

## Continuité
- Au cours de l'épisode chaque personne croise un proche mort cherchant à le convaincre d'ouvrir la brèche : Toshiko voit sa mère, Ianto croise Lisa Hallet (Femme cybernétique) et Owen se fait aborder par Diane Holmes (Hors du temps). En effet, Abbadon (ou Bilis Manger) cherche à affaiblir Torchwood en jouant sur les faiblesses de chaque personnage et c'est justement ce que rappelle Jack lorsqu'il récite les écarts de conduites de chacun : Owen couchant avec Gwen[2], Toshiko se faisant draguer par Mary[3], Owen se battant contre un Weevil[4] ou Ianto cachant Lisa[5].
- La mère de Toshiko dit que "quelque chose vient des ténèbres", tout comme  Suzie Costello (Ils tuent encore Suzie) ou Mark Lynch (Combat).
- On revoit les Weevils dans les cages, dont la présence est "multipliée".
- Le mot de passe de Jack est toujours Rhéa Silvia comme dans l'épisode précédent.

## Musique
- Begging You par The Stone Roses : Lorsque Owen est dans le bar où il verra apparaître Diane.